# Lanaria lanata
Lanaria lanata, manchmal Kapedelweiß genannt, ist die einzige Art der monotypischen Pflanzengattung Lanaria, der einzigen Gattung der Familie der Lanariaceae innerhalb der Ordnung der Spargelartigen (Asparagales), es gibt also nur eine Art in der Familie. Diese Art kommt nur in der Capensis vor.

## Beschreibung

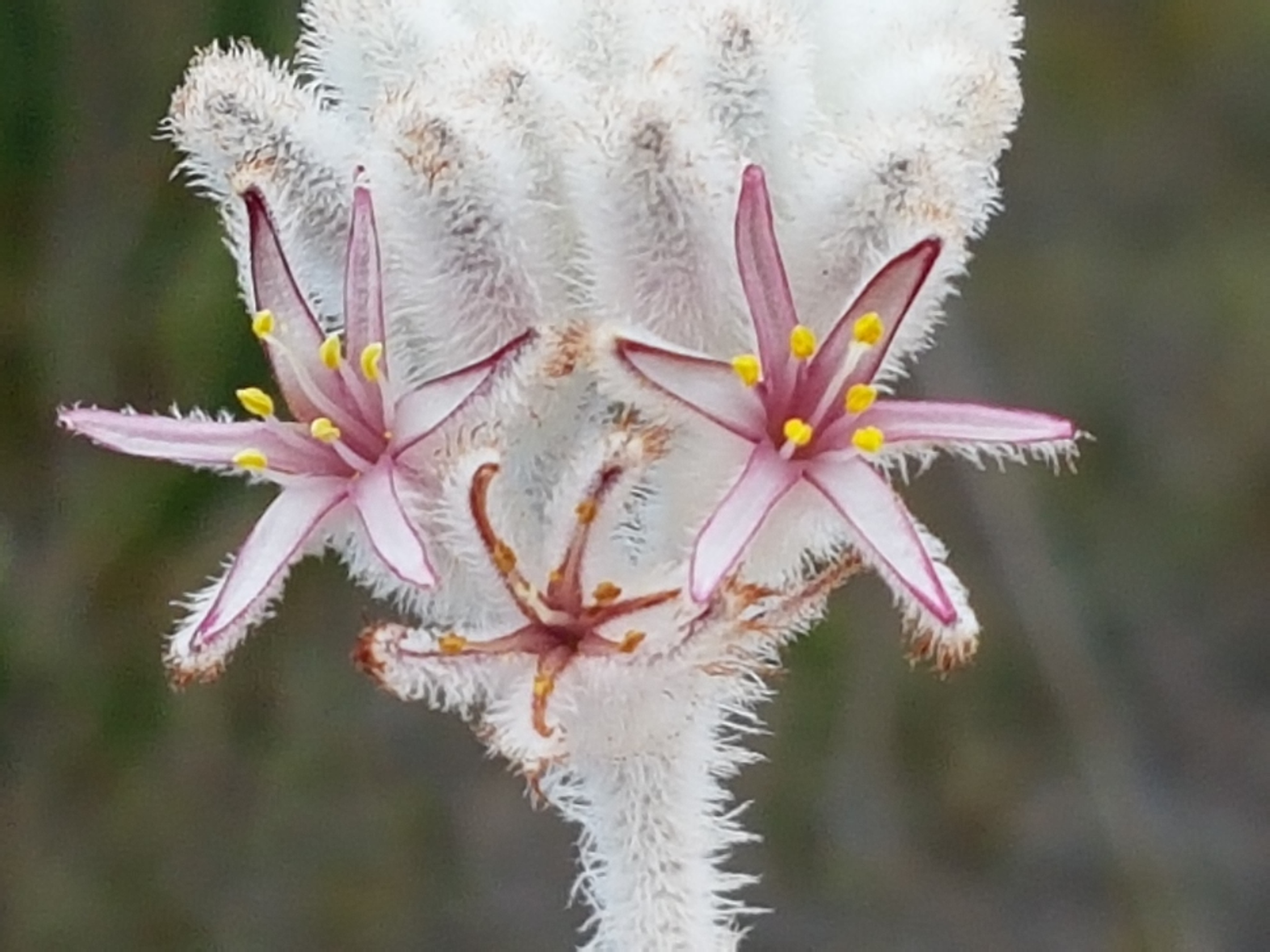
Ausschnitt eines Blütenstandes mit Blüten im Detail

### Vegetative Merkmale
Lanaria lanata ist eine ausdauernde krautige Pflanze. Sie bildet ein senkrecht wachsendes Rhizom als Überdauerungsorgane. Viele Pflanzenteile besitzen verzweigte (dendritische) Haare (Trichome). Die zweizeilig bis spiralig angeordneten Laubblätter sind einfach und parallelnervig. Der Blattrand ist glatt.

### Generative Merkmale
Die Blüten stehen in kurz verzweigten traubigen Blütenständen zusammen. Die zwittrigen Blüten sind radiärsymmetrisch und dreizählig. Die sechs gleichgestalteten Blütenhüllblätter (Tepalen) sind von ihrer Basis etwa zur halben Länge zu einer Röhre verwachsen. Es sind sechs Staubblätter vorhanden. Die drei Fruchtblätter sind zu einem halbunterständigen Fruchtknoten verwachsen mit je zwei Samenanlagen je Fruchtknotenkammer. Der lange Griffel endet in einer kleinen, mehr oder weniger dreilappigen, kopfige Narbe.
Die Kapselfrucht enthält nur einen Samen.

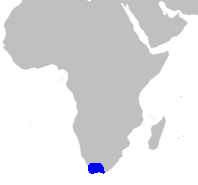
Verbreitungskarte der Art und damit der Familie

## Systematik, Verbreitung und Gefährdung
Die Erstveröffentlichung dieser Art erfolgte 1753 unter dem Namen (Basionym) Hyacinthus lanatus Carl von Linné Species Plantarum, Seite 318. Die Neukombination zu Lanaria lanata (L.) T.Durand & Schinz wurde 1894 durch T.Durand  und Schinz in Consp. Fl. Afric., Volume 5, Seite 239 veröffentlicht. Weitere Synonyme für Lanaria lanata (L.) T.Durand & Schinz sind: Argolasia lanata (L.) Lam. ex Poir., Argolasia capensis J.F.Gmel., Argolasia plumosa (Aiton) Juss., Dilatris hexandra Lam., Lanaria plumosa Aiton.
Die Gattung Lanaria wurde 1789 durch William Aiton in Hort. Kew., 1, Seite 462 aufgestellt. Ein Synonym von Lanaria Aiton nom. cons. ist Argolasia Juss.
Die Gattung Lanaria wurde auch in die Familie der Tecophilaeaceae Leyb. eingeordnet.
Die Familie der Lanariaceae H.Huber ex R.Dahlgren & A.E.vanWijk ist am nächsten mit den Asteliaceae Dumort. und Hypoxidaceae R.Br. verwandt.
Die Familie Lanariaceae enthält nur eine monotypische Gattung:
- Lanaria Aiton: Sie enthält nur eine Art:
  - Lanaria lanata (L.) T.Durand & Schinz: Sie ist in den südafrikanischen Provinzen Ostkap sowie Westkap verbreitet. Die Bestände sind stabil. Sie wird in der Roten Liste der gefährdeten Arten Südafrikas als „least concern“ = „nicht gefährdet“ eingestuft.